# Хепштедт
Хепштедт (нем. Hepstedt) — община в Германии, в земле Нижняя Саксония.
Входит в состав района Ротенбург-на-Вюмме. Подчиняется управлению Тармштедт. Население составляет 1065 человек (на 31 декабря 2010 года). Занимает площадь 29,95 км².